# Meno male che ci sei (romanzo)
Meno male che ci sei è un romanzo di Maria Daniela Raineri del 2007.

## Trama
Le protagoniste del romanzo sono Allegra e Luisa. La prima ha 17 anni e si sente trascurata dai suoi genitori (presi dalla paura di invecchiare), esclusa dalle compagne di scuola e considerata come la sorella minore da Gabriele, il ragazzo perfetto interessato ad una studentessa universitaria. Luisa ha 35 anni e poca stima di sé, lavora in banca, ha una relazione con un uomo sposato ed è tormentata da un mutuo trentennale. Le sue due migliori amiche sono una moglie perfetta e una zitella per vocazione. Un incidente fa sì che Allegra e Luisa si incontrino, da lì nascerà una bella amicizia (a volte con ostacoli da superare) per entrambe ed insieme riusciranno a capire ciò che vogliono realmente dalla vita.